# 啓運寺 (荒川区)
啓運寺（けいうんじ）は、東京都荒川区西日暮里にある法華宗本門流の寺院。山号は法要山。大本山鷲山寺末。木造毘沙門天像（寛政9年以東光雲作）や、区内唯一の延宝8年11月5日銘庚申塔（ともに荒川区登録文化財）を所蔵する。

## 歴史
元和元年（1644年）、円住院日立を開山に寛永寺御用地（現在の下谷一丁目付近）に創建され、元禄11年（1698年）に下谷二丁目へ移転後、明治18年（1885年）に現在地へ移転したという。

## 境内
- 本堂

## 歴代
- 円住院日立

## 交通アクセス
- 日暮里駅より徒歩約4分（経路案内）

## 関連資料
- 『御府内寺社備考』